# Береза Богдан Степанович
Богда́н Степа́нович Бере́за (18 червня 1948, с. Середпільці Радехівського району Львівської області — 4 грудня 2010, Луцьк) — сучасний український театральний режисер, директор Волинського обласного академічного музично-драматичного театру імені Т. Г. Шевченка (м. Луцьк) від 1986 року. Заслужений діяч мистецтв України.

## Біографія
Богдан Степанович Береза народився в с. Середпільці Радехівського району Львівської області в селянській родині.
Спеціальність театрального режисера, про яку мріяв з дитинства, почав здобувати спочатку у Львівському культосвітньому училищі, а згодом у Харківському інституті культурі, який закінчив у 1971 році, отримавши диплом про вищу театральну освіту.
Молодий спеціаліст одержав направлення на роботу на Волинь, в обласний Будинок народної творчості, але незабаром був призначений на посаду директора Володимир-Волинського районного будинку культури. Са́ме там розкрився талант молодого режисера. Організована ним агіткультбригада, яка виступала на самодіяльних сценах області і здобувала призові місця на республіканських і обласних конкурсах, стала основою самодіяльного театру-студії Володимир-волинського будинку культури. За високий художній і виконавський рівень театру-студії було присвоєно звання «народного».
У 1986 році Богдан Степанович отримав призначення на посаду директора Волинського обласного музично-драматичного театру, а від 2002 року — також художній керівник театру.
Б. С. Береза нагороджений Грамотою Президії Верховної Ради УРСР, почесними відзнаками Міністерства культури і туризму України.
Помер 4 грудня 2010 року в Луцьку на 63-му році життя.

## Джерело-посилання і література
- Гримороич Ольга про Б. С. Березу[недоступне посилання з травня 2019] на Офіційна вебсторінка Волинської державної обласної універсальної наукової бібліотеки імені Олени Пчілки [Архівовано 21 лютого 2009 у Wayback Machine.]
- Береза Богдан Степанович // Волинь. — К., 2006. — С. 240.
- Про Б.Березу // Волинь на зламі століть: історія краю (1989—2000 рр.). — Луцьк: Вежа, 2001, с. 358.
- Артистам з Луцька аплодували в Ольштині // Волинь. — 1998. — 4 лип.
- Вербич В. Богдан Береза: «Та я завжди вірю» / В.Вербич // Луцьк. замок. — 2000. — 24 лют.
- Гроденко В.Вдячних глядачів та аншлагів / В.Гроденко // Луцьк. замок. — 2000. — 18 трав.
- Гуменюк Н. Богдан Береза: «Ми не заробітчани. Ми — митці» / Н.Гуменюк // Віче. — 2000. — 23 берез.
- Гуменюк Н.Богдан Береза: «Театр — не підприємство, де виробляють вистави…» / Н.Гуменюк // Віче. — 2003. — 13 лют.
- Гуменюк Н. І касовість, і масовість… / Н.Гуменюк // Віче. — 2003. — 12 черв.
- Гуменюк Н. Волинську «Наталку Полтавку» запросили до Полтави / Н.Гуменюк // Віче. — 2004. — 18 листоп.
- Гуменюк Н. І ніякій проблемі не похитнути вірність темі / Н.Гуменюк // Віче. — 2003. — 9 жовт.
- Гуменюк Н. Новий сезон: від класики до експерименту / Н.Гуменюк // Віче. — 2003. — 4 груд.
- Романюк Л. Богдан Береза: живу театром / Л.Романюк // Володимир вечір. — 2000. — 2 берез.
- Філатенко А. За кулісами театру / А.Філатенко // Волинь. — 2005. — 20 січ.
- Філатенко А. Новий сезон — нові вистави / А.Філатенко // Волинь. — 2003. — 25 листоп.
- Філатенко А. Ювілейний вечір у театрі / А.Філатенко // Волинь. — 2000. — 28 берез.